# Klenovice (Tábori járás)
Klenovice település Csehországban, a Tábori járásban. Klenovice Roudná, Skalice, Zvěrotice, Sedlečko u Soběslavě és Soběslav településekkel határos. Lakosainak száma 689 fő (2024. január 1.).

## Népesség
A település lakosságának változását az alábbi diagram mutatja:
| Lakosok száma | 371  | 377  | 389  | 348  | 354  | 380  | 652  | 644  | 658  | 689  |
|               | 1869 | 1890 | 1921 | 1950 | 1980 | 2001 | 2017 | 2019 | 2022 | 2024 |